# Moisi Golemi
Moisi Golemi, noto anche come Moisi di Dibra (in albanese Moisiu i Dibrës; ... – 1464) è stato un nobile albanese e comandante della Lega di Alessio.
Nel 1443-1444 conquistò tutti i possedimenti ottomani nell'area della regione di Dibra. Per un breve periodo nel 1450 si unì agli ottomani, ma li abbandonò presto e tornò alla Lega. Morì nel 1464, quando fu scorticato vivo pubblicamente a Costantinopoli dopo essere stato catturato dall'esercito ottomano. 

## Nome
l suo nome di battesimo è equivalente a Mosè. Janus-Jacobus Boissard lo chiamava Moises Dibriota (1596).

## Famiglia
Nato nelle vicinanze dell'odierna Dibra era l'unico figlio di Muzakë Arianiti, figlio di Comneno Arianiti e fratello di Giorgio Arianiti. Nel 1445 era sposato con Zanfina Muzaka dopo il suo divorzio con Muzakë Thopia, che era sposata con la sorella di Scanderbeg, Maria. Ebbero due figli e quattro figlie, due delle quali morirono in tenera età. Il suo primogenito Çezar Arianiti (Cesare Comnino Arianiti) ebbe una figlia di nome Giovanna Comminata, che viveva a Napoli ed era sposata con il patrizio Paolo Brancaccio. Il suo secondo figlio Aranit Arianiti era sposato con la sorella di Giovanni Musachi e aveva una sola figlia, Elena, che era sposata con un comandante veneziano. Una di queste figlie, Despina, era sposata con Stanisha II Castriota, figlio di Stanisha I Castriota e nipote di Scanderbeg, mentre l'altra sua figlia Helena era sposata in prime nozze con Nikollë IV Dukagjini, figlio di Lekë Dukagjini. Dopo la sua morte si sposò con Sinan bey Muzaka.

## Lega di Alessio
Quando Scanderbeg arrivò in Albania, Moisi si alleò rapidamente con lui e divenne comandante della guardia di frontiera. Golemi si distinse per la prima volta nella battaglia di Torvioll nel 1444.  Successivamente supervisionò la cattura del cruciale castello di Svetigrad nell'odierna Macedonia del Nord.
Dopo la debacle dell'assedio di Berat, e crescendo invidioso della fama che Scanderbeg aveva accumulato nel corso degli anni, tradì il suo comandante in capo e passò agli ottomani. Le truppe di frontiera albanesi tuttavia non lo seguirono. Il comando delle truppe di frontiera passò quindi a Nikolle e Dhimiter Berisha.
Un anno dopo tornò a capo di un esercito di quindicimila uomini, ma fu prontamente sconfitto da Scanderbeg. Si ritirò prima in Macedonia e poi a Costantinopoli, dove venne ignorato dalle autorità ottomane. Poco dopo, tornò da Scanderbeg, che lo graziò e reintegrò nell'esercito. Riprese il posto di comandante delle truppe di frontiera albanesi.
Moisi dedicò il resto della sua vita alla lotta albanese, ma nel 1464 cadde prigioniero di Ballaban Badera, un sanjak-bey ottomano di origine albanese del Sangiaccato di Ocrida nella battaglia di Vaikal. Spedito frettolosamente a Costantinopoli insieme ad altri principi e capitani albanesi, fu scuoiato vivo pubblicamente, a Costantinopoli.

## Dominio
I domini di Muzakë Arianiti si estendevano nelle aree di Mokër e Çermenikë. Giovanni Musachi menziona Librazhd, Qukës, Dorëz e Gur tra gli altri come parti del suo dominio personale. A eccezione delle zone ereditate dal padre, Golemi fu riconosciuto signore di Dibra da Scanderbeg mentre guidava la spedizione contro gli ottomani in quella regione. Il figlio di Golemi, Aranit, è menzionato nelle fonti contemporanee come il signore di una baronia a Çermenikë.

## Eredità
Nella tradizione popolare albanese, Golemi divenne un eroe popolare principalmente attraverso il Canto di Moisi Golemi (Kënga e Moisi Golemit), un'epopea degli arbëreshë nell'Italia meridionale.